# Gmina Markuszów
Die Gmina Markuszów ist eine Landgemeinde im Powiat Puławski der Woiwodschaft Lublin in Polen. Ihr Sitz ist das gleichnamige Dorf mit 1256 Einwohnern (2009).

## Gemeinde
Zur Landgemeinde Markuszów gehören folgende zehn Ortschaften mit einem Schulzenamt:
Bobowiska
Góry
Kaleń
Kolonia Góry
Łany
Markuszów
Olempin
Olszowiec
Wólka Kątna
Zabłocie